# Tomislav Rukavina
Tomislav Rukavina (ur. 14 października 1974 w Osijeku) – chorwacki trener piłkarski i piłkarz grający na pozycji prawego obrońcy.

## Kariera
Rukavina pochodzi z Osijeku i zaczynał karierę w tamtejszym NK. W lidze zadebiutował w 1992 roku i już w wieku 18 lat stał się podstawowym graczem klubu z Osijeku. W sezonie 1992/1993 rozegrał 22 mecze ligowe i strzelił swojego premierowego gola w pierwszej lidze. W kolejnym sezonie w Osijeku zagrał 7 meczów w rundzie jesiennej i zrobił dobre wrażenie na działaczach NK Zagreb i zimą 1993 był już zawodnikiem stołecznego klubu. W NK od razu trafił do pierwszego składu i przez 2 lata był praktycznie niezastąpiony w obronie drużyny z Zagrzebia. Grał na tyle dobrze, że w zimowym oknie transferowym w 1995 podpisał kontrakt z lokalnym rywalem NK Zagrzeb, Dinamem Zagrzeb. Już w pierwszym sezonie gry Rukavina mógł czuć się mistrzem Chorwacji, jak i zdobywcą tamtejszego pucharu. Oba te sukcesy Rukavina powtórzył w barwach Dinama także w kolejnych dwóch sezonach – 1996/1997 i 1997/1998. Latem 1998 Rukavina skorzystał z propozycji włoskiej AC Venezii. W Serie A Rukavina rozegrał 23 mecze i pomógł klubowi z Wenecji w utrzymaniu w lidze. Venezia zajęła wówczas 11. miejsce. Na rundę jesienną Rukavina nieoczekiwanie wrócił do Dinama, które wiosną zostało mistrzem kraju, ale właśnie w rundzie wiosennej Rukavina ponownie był graczem Venezii, ale jego 3 rozegrane w Serie A mecze nie pomogły drużynie w utrzymaniu w lidze. Venezia zajęła 16. miejsce i spadła do Serie B. Jednak w sezonie 2000/2001 Venezia powróciła w szeregi ekstraklasy, przy pewnym wkładzie Rukaviny, który zdobył 2 bramki w 17 meczach na drugim froncie. Sezon 2001/2002 to w zasadzie kolejny nieudany w karierze Rukaviny w Venezii, która była najsłabszą drużyną Serie A i spadła znów do Serie B. W sezonie 2002/2003 Rukavina praktycznie w ogóle na włoskich boiskach nie zaistniał – rozegrał tylko 1 mecz, a po sezonie wrócił do ojczyzny. Tym razem został graczem Hajduka Split, w barwach którego zagrał przez 2 sezony w 38 meczach ligowych i dwukrotnie zdobywał mistrzostwo Chorwacji. Od lipca 2005, gdy skończył mu się kontrakt, jest wolnym zawodnikiem.
W reprezentacji Chorwacji Rukavina zadebiutował 28 lutego 1996 roku w wygranym 2:1 meczu w Rijece z reprezentacją Polski. W reprezentacji Rukavina grał tylko przez krótki okres i rozegrał w niej tylko 5 meczów nie zdobywając gola.